# جورج هال (فنان قصص مصورة)
جورج هال (بالإنجليزية: George Hall)‏ هو فنان قصص مصورة أسترالي، ولد في 1960.